# Taye Diggs
Scott Leo "Taye" Diggs (2 de enero de 1971) es un actor de teatro, películas y televisión estadounidense, conocido por sus papeles en el musical del Circuito de Broadway Rent, en la película How Stella Got Her Groove Back, en la serie de televisión Private Practice o All American. Su apodo, Taye, proviene de la pronunciación de Scotty como "Scottay".

## Biografía
Hijo de Andre Young, artista visual, y de Marcia Berry (n. 1950), profesora y actriz. Su madre se volvió a casar con Jeffries Diggs (n. 1949), y este le portó su apellido.